# NN-216
La carretera NN-216 es una vía departamental secundaria ubicada en el departamento de Rivas, al suroeste de Nicaragua. Esta carretera conecta el municipio de Buenos Aires con la comunidad de Pueblo Nuevo, al sur del departamento, mejorando la accesibilidad entre zonas rurales con importancia agrícola. Fue inaugurada en 2024.

## Trazado y cruces
La siguiente tabla muestra las principales localidades y conexiones por donde transita la NN-216:
| km   | Localidad            | Departamento | Conexión / Ruta |
| ---- | -------------------- | ------------ | --------------- |
| 0.0  | Buenos Aires         | Rivas        |                 |
| 4.5  | Comunidad El Manchón | Rivas        |                 |
| 9.32 | Pueblo Nuevo         | Rivas        |                 |

## Coordenadas
Uno de los tramos de la NN-216 puede ser encontrado en las coordenadas: 11°27′08″N 85°43′29″O / 11.4522, -85.7248